# چینو چینلی
چینو چینلی (ایتالیایی: Cino Cinelli; ۹ فوریهٔ ۱۹۱۶ – ۲۰ آوریل ۲۰۰۱) دوچرخه‌سوار اهل ایتالیا بود.